# Хантер, Мартин
Ма́ртин Джон Ха́нтер (англ. Martin John Hunter; род. 1965) — австралийский гребец-байдарочник, выступал за сборную Австралии в конце 1980-х — середине 1990-х годов. Участник двух летних Олимпийских игр, чемпион мира, победитель многих регат национального и международного значения.

## Биография
Мартин Хантер родился 3 октября 1965 года в городе Олбери, штат Новый Южный Уэльс.
Первого серьёзного успеха на взрослом международном уровне добился в 1988 году, когда попал в основной состав австралийской национальной сборной и благодаря череде удачных выступлений удостоился права защищать честь страны на летних Олимпийских играх в Сеуле — в зачёте одиночных байдарок на дистанции 500 метров дошёл до финальной стадии, но в решающем заезде финишировал лишь седьмым.
В 1989 году Хантер побывал на чемпионате мира в болгарском Пловдиве, откуда привёз награду золотого достоинства, выигранную в одиночках на пятистах метрах. Год спустя на аналогичных соревнованиях в польской Познани в той же дисциплине взял бронзу, уступив на финише советскому гребцу Сергею Калеснику и американцу Майку Херберту. Будучи одним из лидеров гребной команды Австралии, благополучно прошёл квалификацию на Олимпийские игры 1992 года в Барселоне — на сей раз в своей одиночной полукилометровой дисциплине не дошёл даже до стадии полуфиналов: финишировал четвёртым в первом и утешительном заездах.
Несмотря на неудачу с Олимпиадой, Мартин Хантер остался в основном составе австралийской национальной сборной и продолжил принимать участие в крупнейших международных регатах. Так, в 1994 году в паре с олимпийским чемпионом Клинтом Робинсоном он выступил на мировом первенстве в Мехико, став бронзовым призёром в гонке двоек на пятистах метрах — в финале их обошли экипажи из Германии и Венгрии. В 1988, 1990 и 1996 годах был стипендиатом Австралийского института спорта.